# Aleuritopteris fraser-jenkinsii
Aleuritopteris fraser-jenkinsii là một loài thực vật có mạch trong họ Adiantaceae. Loài này được (Thapa) mô tả khoa học đầu tiên năm 2008.